# 斜囊碘泡虫
斜囊碘泡虫（学名：Myxobolus obliquus）为碘泡科碘泡虫属的动物。分布于美国以及安徽、上海、福建、湖北、四川、浙江、江西、陕西、武陵山地区等，营寄生生活，寄生在鳃、口、鼻、吻端、肝、心、胆囊、肠、输尿管（鲤）、体表（鲫）、肾（鲤、沙塘鳢、棒花鱼）、膀胱（镜鲤）、鼻腔（华鳈、鲤）。
其种加词“obliquus”意为“偏斜的”。